# Nervio mandibular
El nervio mandibular (V3), antiguamente nervio maxilar inferior es el nervio más grande de las tres ramas del nervio trigémino.
Es un nervio de tipo mixto. Nace del ganglio semilunar o rigeminal (de Gasser) en la fosa craneal media se dirige verticalmente hacia abajo hacia el agujero oval. Aproximadamente  un centímetro por debajo del agujero oval termina dividido en sus dos ramas terminales.
Durante su recorrido, se divide en ocho ramas: seis colaterales y dos terminales.

## Estructura

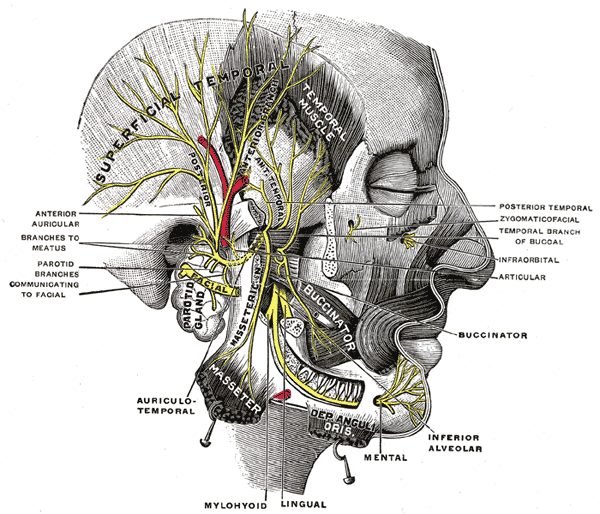
Ramas de la división anterior y posterior

### Ramas terminales de la estación central
- Nervio alveolar inferior: Se dirige a la cara interna de la rama mandibular (espacio pterigomandibular) para atravesar el agujero dentario inferior; antes de hacerlo, da origen al nervio milohioideo, destinado a los músculo milohioideo y vientre anterior del digástrico; tras cruzar el agujero dentario inferior, recorre el conducto dentario inferior para inervar a molares y premolares inferiores y a su aparato de sostén, y a la altura del primer premolar inferior se divide en dos ramas: una interna, la incisiva, destinada a incisivos y canino inferior y a su aparato de sostén, y otra externa, la mentoniana, destinada a las partes blandas del mentón, el labio inferior y la encía y surco vestibular de incisivos, canino y primer premolar inferior.
- Nervio lingual: Ingresa con el nervio dentario inferior al espacio pterigomandibular, para luego hacerse bastante superficial a la altura del tercermolar inferior, y después ingresar a la celdilla sublingual inervando a la mucosa sublingual, las glándulas sublingual y submaxilar y toda la encía lingual de las piezas dentarias inferiores; finalmente, ingresa a la lengua e inerva la mucosa de sus dos tercios anteriores.

### Ramas colaterales
- Nervio recurrente meníngeo, que regresa a la cavidad craneal por el agujero redondo menor junto con la arteria meníngea media para inervar la duramadre craneal.
- Tronco témporo-bucal de donde salen el nervio temporal profundo anterior, que atraviesa el agujero cigomático para inervar al fascículo anterior del músculo temporal; y el nervio bucal, que pasa entre los dos fascículos del pterigoideo externo para dirigirse al músculo buccinador, atravesarlo, e inervar la mucosa del carrillo y la encía y surco vestibular de molares y segunda premolar inferior.
- Nervio temporal profundo medio que atraviesa el agujero cigomático para inervar al fascículo medio del músculo temporal.
- Tronco témporo-maseterino de donde salen el nervio temporal profundo posterior, que atraviesa el agujero cigomático para inervar al fascículo posterior del músculo temporal y el nervio maseterino que atraviesa la escotadura sigmoidea de la mandíbula para inervar al músculo masetero.
- Nervio aurículo-temporal que nace por dos raíces (una superior y otra inferior), que forman el ojal nervioso de Juvara (atravesado por la arteria meningea media) y que luego se unen para formar un solo nervio, para inervar a la ATM y la glándula parótida entre otros, y luego hacerse superficial, para inervar a la piel que recubre el conducto auditivo externo y el cuero cabelludo de la región temporal (de allí su nombre).
- Tronco común para el periestalfilino externo, pterigoideo interno y musculo del martillo: de donde sale la inervación para los músculos pterigoideo interno, periestafilino externo y el músculo del martillo.